# Udriku laid
Udriku laid is een onbewoond eiland binnen de territoriale wateren van Estland. Het ligt ten zuidoosten van het veel grotere eiland Saaremaa. Bestuurlijk valt het onder de plaats Muraja in de gemeente Saaremaa.

## Geografie
Het eiland heeft een oppervlakte van 0,84 km². Het is 1,5 km lang en 630 meter breed. Het hoogste punt ligt 5 meter boven de zeespiegel. Ten noorden van het eiland ligt de baai Udriku laht. Het eiland ligt in zijn geheel in het natuurpark Kübassaare maastikukaitseala, vernoemd naar het nabijgelegen schiereiland (en plaats) Kübassaare. Het eiland is begroeid met grasland en struiken.

## Geschiedenis
De oudste vermelding van het eiland dateert uit 1653 onder de naam Uddarick. Het eiland werd gebruikt als weidegrond, oorspronkelijk door het landgoed van Neuenhof (Uuemõisa), en vanaf het eind van de 18e eeuw door het landgoed van Müllershof (Kingli).